# غريغ إنجل
غريغ إنجل (بالإنجليزية: Greg Engel)‏ هو لاعب كرة قدم أمريكية أمريكي، ولد في 18 يناير 1971 في دافنبورت في الولايات المتحدة.

## وصلات خارجية
- غريغ إنجل على موقع مرجع كرة القدم المحترفة.كوم (الإنجليزية)
- غريغ إنجل على موقع JustSportsStats.com (الإنجليزية)